# رطوبت خاک و شوری اقیانوس
رطوبت خاک و شوری اقیانوس (انگلیسی: Soil Moisture and Ocean Salinity) که به اختصار اسموس (SMOS) نامیده می‌شود، یکی از ماهواره‌های تشکیل‌دهنده برنامه سیاره زنده آژانس فضایی اروپا است. هدف این ماهواره ارائه دیدگاه‌های جدید دربارهٔ چرخه آب و اقلیم زمین است. همچنین کمک به بهبود پیش‌بینی‌های هواشناسی و پایش توده‌های برف و یخ از دیگر اهداف این ماهواره است.

## پرتاب
ماهواره اسموس در دوم نوامبر ۲۰۰۹ توسط موشک بالستیک قاره‌پیمای اس‌اس-۱۹ از پایگاه فضایی پلستسک پرتاب شد و در مدار ۷۶۳ کیومتری قرار گرفت.

## اهداف
هدف مأموریت ماهواره اسموس پایش رطوبت سطحی خاک با دقت ۴٪ (با وضوح فضایی ۵۰–۳۵ کیلومتر) است. این پروژه میزان شوری دریاها را با دقت ۰٫۱ یکای کاربردی شوری را در دوره میانگین ۱۰ تا ۳۰ روزه و در محدوده‌ای با وضوح فضایی ۲۰۰ در ۲۰۰ کیلومتری پایش می‌کند.

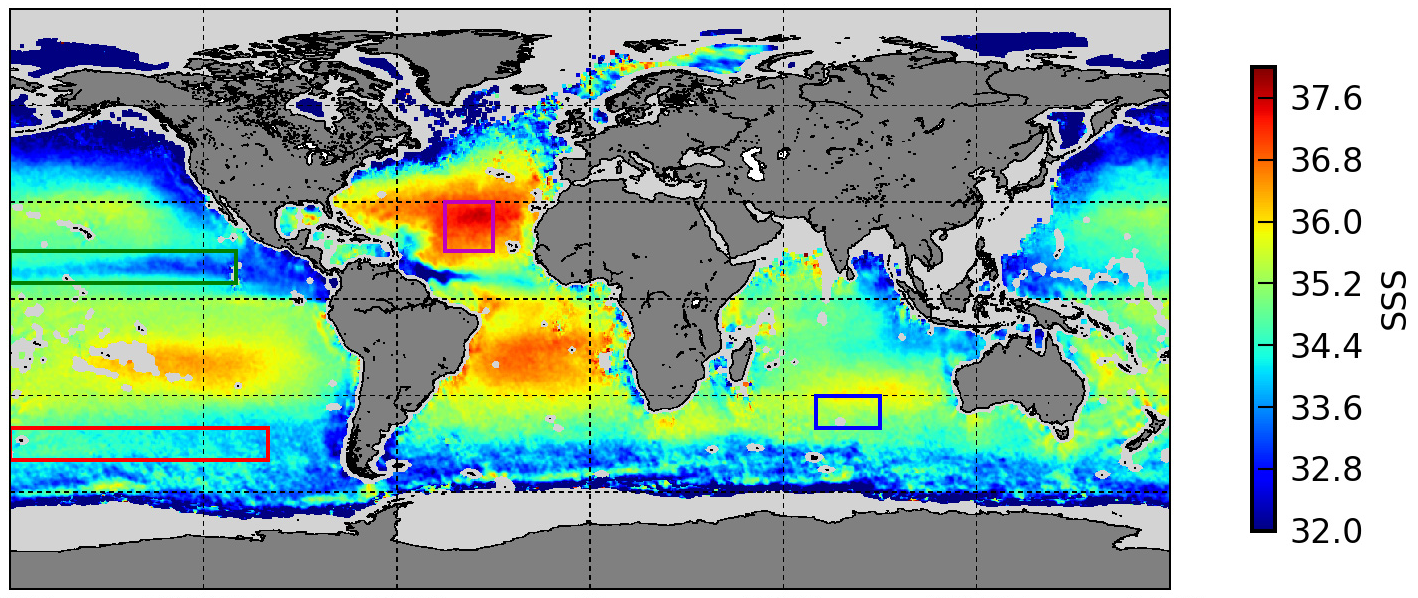
نخستین نقشه جهانی از شوری آب سطحی اقیانوس‌ها که توسط ماهواره اسموس تهیه شده است. میزان شوری آب از ۳۲ در هزار (بنفش) تا ۳۸ در هزار (قرمز) متغیر است.